# Baselios Cleemis
Baselios Cleemis Thottunkal (Sinh ngày 15 tháng 6 năm 1959 là một Hồng y người Ấn Độ của Giáo hội Công giáo Rôma. Ông hiện đảm nhận vị trí Đại Tổng giám mục Tòa Trivandrum của Giáo hội Công giáo Syro-Malankars (Syro-Malankara), Chủ tịch Hội đồng Giáo hội Syro-Malankars, Chủ tịch Hội đồng Giám mục Ấn Độ. và Hồng y đẳng Linh mục Nhà thờ San Gregorio VII.

## Tiểu sử
Hồng y Thottunkal sinh ngày 15 tháng 6 năm 1959 tại Nedungadappally, thuộc Ấn Độ. Sau quá trình rèn luyện tư chất lẫn trình độ, Phó tế Thottunkal được phong chức linh mục ngày 11 tháng 6 năm 1986, bởi Giám mục chính tòa Giáo phận Battery (Bathery), một giáo phận thuộc Giáo hội tự trị Syro-Malankars là Cyril Baselios Malancharuvil, O.I.C. Tân linh mục cũng là thành viên linh mục đoàn giáo phận này.
Ngày 18 tháng 6 năm 2001, Tòa Thánh ra thông báo tuyên bố việc tuyển chọn linh mục Thottunkal làm Giám mục Hiệu tòa Chaialum, Phụ tá Tổng giáo phận Trivandrum, thuộc Giáo hội Syro-Malankars. Lễ tấn phong cho vị tân giám mục được cử hành sau đó vào ngày 15 tháng 8 cùng năm. Các giáo sĩ cử hành nghi lễ gồm có chủ phong là Đại Tổng giám mục Trivandrum Cyril Baselios Malancharuvil, O.I.C. Hai vị phụ phong gồm Giám mục Battery Geevarghese Divannasios Ottathengil và Giám mục chính tòa Giáo phận Tiruvalla - giáo hội Syro-Malankars Geevarghese Timotheos Chundevalel. Tân giám mục quyết định trích dẫn châm ngôn cho mình là:To unite in love.
Ngày 11 tháng 9 năm 2003, sau hơn hai năm ở vị trí Phụ tá Trivandrum, Tòa Thánh quyết định thuyên chuyển Giám mục Thottunkal về làm Giám mục chính tòa Giáo phận Tiruvalla - Giáo hội Syro-Malankars. Ngày 2 tháng 10, ông đã đến nhận nhiệm sở mới của mình. Hơn hai năm sau, ngày 15 tháng 5 năm 2006, Tòa Thánh công bố việc thăng Giám mục Thottunkal làm Tổng giám mục Tổng giáo phận Tiruvalla, được nâng cấp từ giáo phận Tiruvalla - Giáo hội Syro-Malankars. Tân Tổng giám mục nhận chức danh mới vào ngày 10 tháng 6 sau đó.
Chưa tròn một năm trên chức vị Tổng giám mục, Giáo hội tự trị Syro-Malankars họp thượng hội đồng, và đã bầu chọn Tổng giám mục Thottunkal vào vị trí Đại Tổng giám mục Tòa Trivandrum, tòa "giáo đô" của giáo hội này. Sau khi chọn ông vào ngày 8 tháng 2, phía giáo hội Công giáo Hoàn vũ, đại diện là Giáo hoàng Biển Đức nhanh chóng tái xác nhận, "chọn" ông vào vị trí nhiệm vụ này vào ngày 10 sau đó. Ông chính thức giữ chức Chủ tịch Hội đồng Giáo hội Syro-Malankars từ ngày này. Tân thống lĩnh Giáo hội Syro-Malankars nhanh chóng cử hành những lễ nghi nhận chức vào ngày 5 tháng 3 cùng năm.
Tại Hội đồng Giám mục Ấn Độ, Đại Tổng giám mục Thottunkal cũng nhanh chóng thăng tiến: từ ngày 19 tháng 2 năm 2008, ông giữ chức Phó Chủ tịch II của Hội đồng đến ngày 1 tháng 3 năm 2010, khi được chọn là Phó Chủ tịch Hội đồng. Ông giữ chức nhiệm này cho đến khi được bầu làm Chủ tịch Hội đồng ngày 12 tháng 2 năm 2014.
Trong Công nghị Hồng y 2012 cử hành ngày 24 tháng 11, Giáo hoàng Biển Đức XVI vinh thăng Đại Tổng giám mục Thottunkal tước vị hồng y nhà thờ San Gregorio VII. Tân hồng y đã đến nhận nhà thờ hiệu tòa của mình vào ngày 19 tháng 5 sau đó.